# Mutt
Mutt (englisch für „Köter“) ist ein schlanker, textbasierter E-Mail-Client für Unix und andere Unix-artige Betriebssysteme. Es unterliegt der GNU General Public License (GPL). Mutt arbeitet im Textmodus und ist damit in Textfenstern, auf Rechnerkonsolen und mit ssh oder telnet in vielen Umgebungen einsetzbar. Andere Medien und Formate als Text werden durch einfache Aufrufbarkeit unabhängiger Programme zu deren spezieller Verarbeitung unterstützt.
Die Benutzung ist ausschließlich tastaturgesteuert, daher für einen an grafische Oberflächen gewöhnten Benutzer eher gewöhnungsbedürftig, aber sehr gut dokumentiert. Mutt ist flexibel konfigurierbar. Dank Funktionen wie Sortierung nach Ursprungs-/Antwort-E-Mail (threading) oder regelbasierte Wertkennzeichnung (scoring) ist es für große Mengen von E-Mails besonders geeignet. Kryptografische Software wie GnuPG und OpenSSL (für S/MIME) zum Verschlüsseln und Signieren von E-Mails kann von Mutt eingebunden werden. Entsprechende Konfigurationsoptionen, Ausgaben und Tastaturkürzel sind integriert. Optional lässt sich Mutt mit Unterstützung für den vielsprachigen Zeichensatz Unicode im Format UTF-8 kompilieren und ist nach wie vor ein modernes Programm zur E-Mail-Kommunikation.
Mutt bekam 2004 zusammen mit KMail von der Linux New Media AG den Linux New Media Award in der Kategorie „Bester Mail-Client“. Michael Elkins kreierte die Software im Jahr 1995.
Der Wahlspruch von Mutt lautet „All mail clients suck. This one just sucks less.“ (deutsch: „Alle Mailprogramme nerven. Dieses hier nervt ein bisschen weniger.“)